# Юрген Квет-Фаслем
Юрген Квет-Фаслем (нім. Jürgen Quaet-Faslem; 25 травня 1913, Геттінген — 10 квітня 1971, Ганновер) — німецький офіцер-підводник, капітан-лейтенант крігсмаріне.

## Біографія
В 1934 році вступив у рейхсмаріне. З 6 листопада 1941 року — командир підводного човна U-595, на якому здійснив 3 походи (загалом 69 днів у морі). 14 листопада 1942 року човен був серйозно пошкоджений внаслідок авіанальоту і прибув до берегів Алжиру. Всі 45 членів екіпажу зійшли на берег і потрапили в американський полон. 1 грудня 1942 року Квет-Фаслем був доставлений у Форт-Гант для допиту. 21 грудня переведений в табір для військовополонених в Кросвіллі. 27 січня 1944 року переведений в табір Папаго-Парк в Аризоні, звідки 12 лютого 1944 року втік разом з чотирма іншими командирами-підводниками — Фрідріхом Гуггенбергером, Гансом Йоганнсеном, Августом Маусом і Германом Коттманном. Разом з Йоганнсеном і Коттманном перейшов мексиканський кордон і пройшов ще 48 кілометрів, перш ніж 1 березня був впійманий і повернутий в табір. В ніч з 23 на 24 грудня 1944 року разом з 24 іншими полоненими втік. 6 січня 1945 року спійманий разом з Фрідріхом Гуггенбергером за 17 кілометрів до мексиканського кордону. В лютому 1946 року переведений в табір Шанкс (Нью-Йорк), потім в табір біля Мюнстера, після чого звільнений.

## Звання
- Кандидат в офіцери (8 квітня 1934)
- Фенріх-цур-зее (1 липня 1935)
- Обер-фенріх-цур-зее (1 січня 1937)
- Лейтенант-цур-зее (1 квітня 1937)
- Оберлейтенант-цур-зее (1 квітня 1939)
- Капітан-лейтенант (1 березня 1942)

## Нагороди
- Медаль «За вислугу років у Вермахті» 4-го класу (4 роки)
- Залізний хрест 2-го класу